# Eden (Texas)
Eden is een plaats (city) in de Amerikaanse staat Texas, en valt bestuurlijk gezien onder Concho County.

## Demografie
Bij de volkstelling in 2000 werd het aantal inwoners vastgesteld op 2561.
In 2006 is het aantal inwoners door het United States Census Bureau geschat op 2407, een daling van 154 (-6,0%).

## Geografie
Volgens het United States Census Bureau beslaat de plaats een oppervlakte van
6,3 km², geheel bestaande uit land. Eden ligt op ongeveer 626 m boven zeeniveau.

## Plaatsen in de nabije omgeving
De onderstaande figuur toont nabijgelegen plaatsen in een straal van 52 km rond Eden.